# أسبس (تبريز)
أسپس هي قرية في مقاطعة تبريز، إيران. عدد سكان هذه القرية هو 552 في سنة 2006.